# Mezzoszoprán

A mezzoszoprán hangterjedelme zongorán szemléltetve, a pont a C_{4}-et jelöli.

A mezzoszoprán (a zenei zsargonban gyakran csak mezzo; ejtsd: meddzoszoprán, meddzo; az ol. mezzo soprano = közepes szopránból) a szopránnál mélyebb, az altnál magasabb hangterjedelmű női (és gyermek) hangfaj: női középhang. A szoprán hangtól valamivel sötétebb hangszíne, és a mellregiszter kiterjedtebb használata különbözteti meg. Hangátfogása kis a-tól (esetleg g-től) a''-ig (esetleg b''-ig, sőt c''-ig) terjed. A mezzoszoprán mint énekkari szólam a szoprán és az alt között helyezkedik el: a hatszólamú vegyeskar második legmagasabb, a háromszólamú női- vagy gyermekkar középső szólama. A 19. század végéig működött kasztrált mezzoszoprán férfiénekeseket mezzistáknak nevezték. A gyermek mezzoszoprán hangátfogása a női mezzoszopránénál valamivel kisebb, hangszíne világosabb, átütőbb. A női mezzoszoprán három leggyakoribb hangtípusa a koloratúr, a lírai és a drámai mezzoszoprán.

## Szerepek
Az operairodalom mezzoszoprán szerepei nagyrészt női mellékszerepek. Nevezetes kivétel a Carmen címszerepe és A sevillai borbély Rosinája. Tipikus mezzoszoprán szereplők a boszorkányok, dajkák, bölcs asszonyok (pl. Trubadúr: Azucena), a rosszlányok, cselszövők, csábítók (pl. Aida: Amneris), valamint az ún. „nadrágszerepek” (női énekes által előadott férfiszerepek, pl. Figaro házassága: Cherubino). Gyakran szubrett szoprán szerepeket is mezzoszoprán énekesekre bíznak, ami telt, drámai karaktert kölcsönözhet a szerepnek. Erre példa a Così Despinája vagy Zerlina a Don Giovanniból. Drámai szoprán szerepekben is hallhatunk mezzoszoprán énekeseket: Macbeth: Lady Macbeth, Parsifal: Kundry.

## További mezzoszoprán szerepek
* = főszerep

### Koloratúr mezzoszoprán szerepek
- Angelina (Hamupipőke), Rossini: Hamupipőke *
- Ariodante, Händel: Ariodante - nadrágszerep *
- Griselda, Vivaldi: Griselda *
- Isabella, Rossini: Olasz nő Algírban *
- Julius Caesar, Händel: Julius Caesar - nadrágszerep *
- Orsini, Donizetti: Lucrezia Borgia
- Ruggiero, Händel: Alcina - nadrágszerep *
- Romeo, Bellini: Rómeó és Júlia - nadrágszerep *
- Rosina, Rossini: A sevillai borbély *
- Xerxes, Händel: Xerxes - nadrágszerep *

### Koloratúr mezzoszoprán énekesek
- Janet Baker
- Cecilia Bartoli
- Anna Corona
- Teresa Berganza
- Joyce DiDonato
- Gail Dubinbaum
- Sonia Ganassi
- Elīna Garanča
- Vivica Genaux
- Hamari Júlia
- Marilyn Horne
- Veszelina Kaszarova
- Jennifer Larmore
- Giulietta Simionato
- Conchita Supervía
- Lucia Valentini Terrani

### Lírai mezzoszoprán szerepek
- Annio, Mozart: titus kegyelme - nadrágszerep
- Carmen, Bizet: Carmen *
- Charlotte, Massenet: Werther *
- Cherubino, Mozart: Figaro házassága - nadrágszerep
- A zeneszerző, R. Strauss: Ariadné Naxos szigetén - nadrágszerep
- Dorabella, Mozart: Così fan tutte *
- Jancsi, Humperdinck: Jancsi és Juliska - nadrágszerep *
- Idamante, Mozart: Idomeneo - nadrágszerep
- Margit, Berlioz: Faust elkárhozása *
- Mignon, Thomas: Mignon *
- Anya, Menotti: Amahl és az éjszakai látogatók *
- Miklós, Offenbach: Hoffmann meséi - nadrágszerep: férfinak öltözött nő (Múzsa)
- Octavian, R. Strauss: A rózsalovag - nadrágszerep *
- Orlofsky, J. Strauss: A denevér - nadrágszerep
- Sextus, Mozart: titus kegyelme - nadrágszerep
- Sextus, Händel: Julisu Caesar - nadrágszerep
- Siebel, Gounod: Faust - nadrágszerep
- Főboszorkány, Purcell: Dido és Aeneas
- Dido, Purcell: Dido és Aeneas *
- Szuzuki, Puccini: Pillangókisasszony

### Lírai mezzoszoprán énekesek
- Agnes Baltsa
- Sarah Connolly
- Malena Ernman
- Brigitte Fassbaender
- Susan Graham
- Jaroslava Maxova
- Magdalena Kožená
- Lorraine Hunt Lieberson
- Christa Ludwig
- Nan Merriman
- Mester Viktória
- Risë Stevens
- Tatiana Troyanos
- Anne Sofie von Otter
- Frederica von Stade
- Komlósi Ildikó

### Drámai mezzoszoprán szerepek
- Azucena, Verdi: Trubadúr
- Amneris, Verdi: Aida
- Brangäne, Wagner: Trisztán és Izolda
- Grófnő, Csajkovszkij: Pikk dáma
- Delila, Saint-Saens: Sámson és Delila *
- Dido, Berlioz: A trójaiak *
- Eboli, Verdi: Don Carlos
- Heródiás, R. Strauss: Salome
- Boszorkány, Humperdinck: Jancsi és Juliska
- Judit, Bartók: A kékszakállú herceg vára *
- Kundry, Wagner: Parsifal *
- Klütaimnésztra, R. Strauss: Élektra
- Laura, Ponchielli: Gioconda
- Marina, Musszorgszkij: Borisz Godunov
- Anya, Humperdinck: Jancsi és Juliska
- Ortrud, Wagner: Lohengrin

### Drámai mezzoszoprán énekesek
- Irina Konsztantyinovna Arhipova
- Fedora Barbieri
- Olga Borogyina
- Grace Bumbry
- Viorica Cortez
- Fiorenza Cossotto
- Budai Lívia
- Tutsek Piroska
- Maria Gay
- Rita Gorr
- Denyce Graves
- Hermine Haselböck
- Waltraud Meier
- Jelena Vasziljevna Obrazvova
- Regina Resnik
- Giulietta Simionato
- Ebe Stignani
- Josephine Veasey
- Shirley Verrett
- Dolora Zajick

### Külföldi mezzoszoprán énekesek a könnyűzenében
- Alizée Jacotey
- Paula Abdul[1]
- Sharon den Adel[2]
- Tori Amos[3]
- Beyoncé[4]
- Jenny Berggren
- Susan Boyle[5]
- Mary J. Blige[6]
- Belinda Carlisle[7]
- Sheryl Crow[8]
- Enya[9]
- Aretha Franklin[10][11]
- Ella Fitzgerald[12]
- Nelly Furtado
- Amy Lynn Hartzler[13]
- Sophie B. Hawkins[14]
- Whitney Houston[15]
- Janet Jackson[16]
- Janis Joplin[17]
- Diana King[18]
- Jennifer Lopez[19]
- Patti LuPone[20]
- Anni-Frid Lyngstad[21]
- Madonna[22]
- Sarah McLachlan[23]
- Katie Melua[24]
- Bette Midler[25]
- Alanis Morissette[26]
- Sinéad O’Connor[27]
- Dolores O’Riordan
- Elaine Paige[28]
- Rihanna[29][30]
- Nicole Scherzinger[31]
- Simone Simons[32]
- Gwen Stefani[33]
- Barbra Streisand[34]
- Thalía[35]
- Carrie Underwood[36]
- Julija Olegovna Volkova[37]
- Yuridia[38]
- Katherine Jenkins
- Lady Gaga
- Rita Ora
- Dua Lipa[39]
- Nadia Ali
- Adele

### Magyar mezzoszoprán énekesek a könnyűzenében
- Ágnes Vanilla[40]
- Auth Csilla
- Bata Adrienn (Barbee)
- Baby Gabi[41]
- Cserháti Zsuzsa[42]
- Falusi Mariann[43]
- Lang Györgyi
- Harcsa Veronika[44]
- Katona Klári[45]
- Kovács Kati[46]
- Kovács Tímea[47]
- Nguyen Thanh Hien[48]
- Pál Éva
- Póka Angéla
- Rúzsa Magdi[49]
- Sárközi Anita
- Tóth Gabi[50]
- Wolf Kati[48]
- Janza Kata
- Zalatnay Sarolta